# براندون غلوفر
براندون غلوفر (3 أبريل 1997 في جنوب أفريقيا - ) (بالإنجليزية: Brandon Glover)‏ هو لاعب كريكت جنوب أفريقي.

## وصلات خارجية
- براندون غلوفر على موقع إي آس بي آن كريك إنفو (الإنجليزية)